# Cotinusa pulchra
Cotinusa pulchra är en spindelart som beskrevs av Cândido Firmino de Mello-Leitão 1917. 
Cotinusa pulchra ingår i släktet Cotinusa och familjen hoppspindlar. Inga underarter finns listade i Catalogue of Life.